# إليزابيث مونتاغيو
إليزابيث مونتاغيو (بالإنجليزية: Elizabeth Montagu) (اللقب عند الولادة روبنسون) من 2 أكتوبر من عام 1718 حتى 25 أغسطس من عام 1800. مصلحة اجتماعية وراعية للفنون والصالونات الأدبية، كما كانت ناقدة وكاتبة أدبية حيث ساعدت في تنظيم وقيادة جمعية الجوارب الزرقاء.
ولدت لأبوين من أسر ثرية ذات علاقات قوية مع نظرائهم من البريطانيين. كانت شقيقة لسارة سكوت، مؤلفة كتاب «وصف لقاعة الألفية والبلدة المجاورة». تزوجت إليزابيث من إدوارد مونتاغيو الذي يقتني ممتلكات عديدة على نطاق واسع، لتصبح واحدة من النساء الأكثر ثراءً في عصرها. لقد كرست مونتاغيو هذه الثروة لتعزيز الأدب الإنجليزي والإسكتلندي وإغاثة الفقراء.

## النشأة
ولدت مونتاغيو في مقاطعة يوركشاير، لوالدها ماثيو روبنسون (1694-1778) الذي نشأ في لايتون وإدجيلي في يوركشاير، ووالدتها إليزابيث ابنة روبرت دريك الذي نشأ في كامبردج وتزوّج من سارة موريس ابنة توماس موريس التي نشأت في جبل موريس في أبرشية مونكس هورتون. وكانت إليزابيث أكبر بنات روبرت دريك وزوجته الثلاث. وكان دون كامبريدج الشهير كونيرز ميدلتون الزوج الثاني لجدتها سارة موريس.
امتلكت العائلة بين عامي 1720 و1736جزءاً مما يُعرف الآن باسم مؤسسة التراث القومي، منزل الكنوز في يورك. أقامت إليزابيث وشقيقتها سارة –التي أصبحت روائية فيما بعد- لوقت طويل مع الطبيب ميدلتون، لأن كلا الوالدين كانا متحفظين. تعلمت الفتاتان الأدب اللاتيني والفرنسي والإيطالي ودرسا الأدب. في مرحلة الطفولة، كانت إليزابيث وسارة بشكل خاص متقاربتين للغاية، لكنهما تباعدتا بعد مرض سارة بالجدري.
صادقت إليزابيث في صغرها السيدة مارغريت هارلي التي كانت الطفلة الوحيدة الناجية لإدوارد هارلي وإيرل مورتيمر والتي أصبحت لاحقاً دوقة بورتلاند. تحدثت السيدة مارغريت وإليزابيث مع بعضهما البعض بشكل أسبوعي عندما كانتا بعيدتين عن بعضهما البعض، إلا أنه لم يكن يمكن تفريقهما عندما يقضيان الوقت معاً.
قضت مونتاغيو بعض الوقت مع السيدة مارغريت في لندن والتقت بالعديد من الشخصيات الشهيرة في ثلاثينيات القرن العشرين، بما في ذلك الشاعر إدوارد يونغ والمفكر الديني جيلبرت ويست.  تحدث الرجال والنساء بشكل متكافئ في منزل السيدة مارغريت وانخرطوا في مزاح لطيف وهادف؛ استخدمت السيدة مونتاغيو في وقت لاحق هذا النموذج من الخطاب الفكري في صالوناتها. أصبحت زيارة السيدة مارغريت أكثر أهمية بالنسبة لإليزابيث عندما ورثت منزل والدتها الريفي، حيث جعلته منزلها ومنزل البنات أيضاً..

## الزواج من إدوارد مونتاغو
كتبت مونتاغيو إلى هارلي في عام 1738 رسالة توضح فيها أنها لا تشعر بأي رغبة بالرجال أو الزواج؛ حيث اعتبرت مونتاغيو الزواج اتفاقية عقلانية وسريعة ولم تعتقد أنها قادرة على حب الرجل. ولكنها تزوجت في عام 1742 من إدوارد مونتاغيو، حفيد إدوارد مونتاغيو -والذي بعتبر أول إيرل لساندويتش- حيث كان يملك العديد من مناجم الفحم كما كان لديه عدة عقارات في نورثامبرلاند.
كانت في الثانية والعشرين من العمر عندما تزوجت بينما كان يبلغ إدوارد خمسين عاماً. كان زواجها مفيداً، لكنه لم يكن عاطفياً على ما يبدو. ومع ذلك، أنجبت ابنها جون في العام التالي، ومن المعروف عنها أنها أحبت طفلها كثيراً؛ وعندما توفي بشكل مفاجئ في عام 1744، تدّمرت نفسية مونتاغيو، وبقيت مع إدوارد، لكنها لم تحمل أو تنجب بعد ذلك. لم تكن مونتاغيو متدينة للغاية قبل فقدان ابنها؛ وفي ذلك الوقت كانت شقيقتها سارة سكوت تزداد شهرةً وأهميةً.
حافظت إليزابيث على صديقة أنثى معها معظم الوقت. وعلى الرغم من عدم كونها خادمةً بالمعنى الحرفي إلا أنها خدمت مونتاغيو بشكل أو بآخر؛ حيث كان متوقع منها أن تحمل الأشياء وتساعد إليزابيث في جولتها اليومية.
تشير باربرا شنورنبرج إلى أن سارة سكوت كانت في هذا الموقع، وقالت بأنها كانت تملك سبباً جيداً للزواج بفقر من أجل الهروب من هذا الوضع (شنورنبرج 723).
انتقل والد إليزابيث إلى لندن مع مدبرة منزله/ ربما عشيقته بعد وفاة والدتها، بدون أن يقدم أي أموال لأطفاله؛ ولم يكتفي الأب بعدم تقديم أي مساعدة مالية لأطفاله، فعند فشل زواج سارة قام أيضاً بمنع إليزابيث وأخيها ماثيو من تخفيف محنة سارة أيضاً.
بدأت مونتاغيو مع إدوارد منذ من عام 1750، روتيناً معيناً حيث كانا يقيمان في الشتاء في مي فير، ثم ينتقلان في الربيع إلى ساندلفورد في بيركشاير، والذي كان ملكه منذ عام 1730. أقامت مونتاغيو في منزل إيست مانر في إيست دينتول -وهو منزل مزخرف بخطوط متباعدة منذ عام 1622 على الطريق الغربي في نيوكاسل أبون تاين- عندما كان يذهب زوجها إلى نورثمبرلاند ويوركشاير لإدارة ممتلكاته.
كانت مونتاغيو سيدة أعمال ذكية للغاية، على الرغم من تأثيرها على رعاية مجتمع النورثامبريانيين بمحادثاتها العملية. وعلى الرغم من أنها تتصرف كسيدة كريمة ومعطاءة مع عمال المناجم وأسرهم، إلا أنها أعربت أيضاً عن سرورها لرخص هذه التكاليف. كما كانت ممتنة أيضاً لسبب آخر أيضاً وهو -بحسب قولها- «يخشى عمال مناجمنا من أن يتم التخلص منهم، وهذا الخوف يبقي الأمور تحت السيطرة فيما بينهم، وهو أمر غير شائع كثيراً». استمتعت إليزابيث بسماع عمال المناجم وهم يغنون في المنجم، لكنها للأسف وجدت أن لهجتهم كانت «تفقد المستمعين أعصابهم».
كتب هوراس واربول إلى جورج مونتاغيو في عام 1768: "إن فحم نيوكاسل هو أفضل شمس لدينا"، وكان يقصد بكلمة "شمس "مصدر للطاقة".

## أعمالها في جمعية الجوارب الزرقاء وكتاباتها
كانت إليزابيث سيدة مثقفة، ولقبت بـ «ملكة البلوز» بمعنى سيدة الثقافة، قادت واستضافت إليزابيث مونتاغيو جمعية الجوارب الزرقاء في إنجلترا منذ عام 1750. كانت هذه الجمعية منظمة فضفاضة من النساء المتميزات اللواتي اهتممن بالتعليم، ولكن تراجعت شعبيتها في نهاية القرن الثامن عشر. نظمت الجمعية اجتماعات لمناقشة الأدبيات كما دعت أيضاً فئة من الرجال المتعلمين للمشاركة بها. حُظر التكلم عن السياسة؛ وكان كل من الأدب والفنون موضوعين رئيسيين في هذه الجمعية. دعمت العديد من النساء بعضهن البعض في المساعي الفكرية كالقراءة والعمل الفني والكتابة. كما نشرت الجمعية العديد من المنشورات الأدبية.
نشرت إليزابيث مونتاغيو عملين في حياتها؛ حيث شجعها جورج ليتلتون في عام 1760 لكتابة «حوارات الموتى»، فساهمت في 3 مقاطع من العمل بشكل مجهول الهوية. يتألف العمل من سلسلة من المحادثات بين الأحياء والأموات المرموقين، حيث وظفت مونتاغيو هذا العمل لهجاء الغطرسة والسلوك في القرن الثامن عشر.
في عام 1769، نشرت مقالة حول كتابات وعبقرية شكسبير. وصرحت بها أن شكسبير هو أعظم شاعر إنجليزي، وفي الواقع أعظم شاعر من أي أمة أخرى؛ كما هاجمت «تقديم شكسبير» الذي كتبه صمويل جونسون في عام 1765 لعدم تقديره لمسرحيات شكسبير بما فيه الكفاية.
في حين تعامل جونسون مع النص والتاريخ وظروف التحرير، كتبت مونتاغيو عن الشخصيات والمؤامرات وجمال المقاطع التي كتبها شكسبير ورأت فيه نصرة لكل شيء متأصل باللغة الإنجليزية. عندما نشر كتابها بشكل مجهول، اعتُقد في البداية أن جوزيف وارتون هو الكاتب الأصلي له، ولكن بحلول عام 1777، ظهر اسم مونتاغيو على صفحة العنوان وفي هذه المرحلة كان جونسون متباعداً عن مونتاغيو.
في أواخر ستينيات القرن التاسع عشر، اعتنت إليزابيث بزوجها إدوارد مونتاغيو بعد مرضه، إلا أنها استاءت من التخلي عن حريتها. توفي زوجها في نهاية المطاف في عام 1775.
تبنت إليزابيث ابن أخيها في عام 1776، واحتفظ ماثيو روبنسون الطفل بلقبه، لكنه عين وريثاً لإليزابيث. في تلك المرحلة، انتقلت ملكية شركة مونتاغيو للفحم إلى إليزابيث بدخل قدره 7000 جنيه إسترليني سنوياً.

## روابط خارجية
- إليزابيث مونتاغيو على موقع الموسوعة البريطانية (الإنجليزية)
- إليزابيث مونتاغيو على موقع إن إن دي بي (الإنجليزية)